# Allium carolinianum
Allium carolinianum — вид рослин з родини амарилісових (Amaryllidaceae); поширений у центрально-західних регіонах Азії.

## Опис
Цибулини зазвичай парні, від яйцюватих до яйцювато-циліндричних, діаметром 1–2.5 см; оболонка від коричневої до жовтувато-коричневої. Листки широко-лінійні, коротші від стеблини, (3)5–15 мм завширшки, плоскі, гладкі, верхівки тупі. Стеблина 20–40(60) см, циліндрична, вкрита листовими піхвами на ≈ 1/2 довжини. Зонтик кулястий, щільно багато квітковий. Оцвітина від блідо-червоної до пурпурно-червоної або біла; сегменти від довгастих до вузьких, (4.5)6–8(9.4) × 1.5–3 мм, внутрішні приблизно рівні або трохи довші від зовнішніх. 2n = 32. Коробочка ± куляста; насіння еліптичне, довгасте або яйцювате, ≈ 3.5 мм

## Поширення
Поширення: Гімалаї в Індії та Пакистані, Тибет, Сіньцзян (Китай), Непал, Афганістан, гори в середній Азії — Казахстан, Киргизстан, Таджикистан, Узбекистан.
Населяє гравійні або кам'янисті схили.